# نيرج ديفا
ثاكور ارثا نيرانجان جوزيف دي سيلفا ديفا أدتيا (بالإنجليزية: Nirj Deva)‏، زميل الجمعية الملكية للفنون ونائب ملازم (مواليد 11 مايو 1948) ومعروف باسم نيرج ديفا، هو سياسي بريطاني. عمل عضوًا في حزب المحافظين، وعضوًا في البرلمان الأوروبي لجنوب شرق إنجلترا في الفترة من 1999 إلى 2019. كان عضوًا في البرلمان في مجلس العموم البريطاني من عام 1992 إلى عام 1997، عن مقعد دائرة برينتفورد وآيلوورث.
وُلد ديفا في سريلانكا في أسرة نشطة سياسيًا ونشأ في بريطانيا. هو خامس شخص آسيوي المولد يُنتخب عضوًا في مجلس العموم، وفي عام 1999، أصبح ثاني شخص يُنتخب محافظًا في البرلمان الأوروبي الذي يعمل بنظام القوائم الحزبية. في نوفمبر 2011، أصبح ديفا مرشحًا عن كتلة المحافظين والإصلاحيين الأوروبيين لمنصب رئيس البرلمان الأوروبي، وذلك عقب تمثيله للاتحاد الأوروبي في ثلاثة محافل مرتبطة بالأمم المتحدة في الفترة من 2005 إلى 2006.

## الخلفية العائلية والتعليم
وُلد ديفا في كولمبو بسريلانكا، لعائلة رائدة تعود أصولها إلى راجستان (الهند)، وهو روماني كاثوليكي. كان جده عضو مجلس الشيوخ في برلمان سريلانكا الأول. والده هو الطبيب كينغسلي دي سيلفا ديفا أدتيا، جراح عيون بارز في كولمبو بسريلانكا. والدته زيتا ابنة الطبيب إم. جي. بيريرا، عضو مجلس شيوخ سيلان آنذاك. تلقى تعليمه الابتدائي والثانوي في كلية سانت جوزيف، وهي مدرسة كاثوليكية رائدة في كولمبو. يحمل الجنسيتين السريلانكية والبريطانية، ويتحدث باللغتين السنهالية والإنجليزية.
تلقى ديفا تعليمه الجامعي في جامعة لوفبرا، حيث حصل على شهادة في هندسة الطيران والفضاء الجوي، ثم أصبح زميل أبحاث دراسات عليا في الاقتصاد.

## البرلمان البريطاني
ترشح ديفا عن حزب المحافظين في هامرسميث وخسر الانتخابات العامة في عام 1987 بمقدار 2415 صوتًا مقابل نائب حزب العمال الذي كان يشغل آنذاك مقعدًا في البرلمان، كلايف سولي.
في الانتخابات العامة عام 1992، انتُخب ديفا نائبًا في مجلس العموم عن دائرة لندن في برينتفورد وآيلوورث بأغلبية 2,086. خلال فترة عمله في البرلمان، عمل ديفا أمينًا خاصًا بالبرلمان في المكتب الإسكتلندي. وهو خامس شخص من أصل آسيوي يُنتخب عضوًا في مجلس العموم ويعمل في الحكومة البريطانية.[بحاجة لمصدر]
خسر في الانتخابات العامة عام 1997، أمام مرشحة حزب العمال آن كين بـ 14424 صوتًا.

## البرلمان الأوروبي
اختار المحافظون ديفا ليكون أحد مرشحيهم عن جنوب شرق إنجلترا في انتخابات البرلمان الأوروبي في عام 1999. كان من المقرر أن تكون هذه أول انتخابات أوروبية في المملكة المتحدة توظف نظام التمثيل النسبي لقائمة الأحزاب المغلقة، احتل ديفا المرتبة الخامسة بين مرشحي حزب المحافظين الأحد عشر في جنوب شرق إنجلترا. حصل حزب المحافظين بعد الانتخابات على خمسة مقاعد في البرلمان الأوروبي عن جنوب شرق إنجلترا وبالتالي انتُخب ديفا ليصبح عضوًا في البرلمان الأوروبي. أصبح ديفا أول شخص من أصل آسيوي يُنتخَب عضوًا محافظًا في البرلمان الأوروبي. في انتخابات البرلمان الأوروبي المُقامة عام 2004، جرت ترقية ديفا إلى المرتبة الثانية على قائمة مرشحي حزب المحافظين لجنوب شرق إنجلترا. حصل المحافظون بعد الانتخابات على أربعة مقاعد في البرلمان الأوروبي عن جنوب شرق إنجلترا وبالتالي أُعيد انتخاب ديفا للبرلمان الأوروبي.
في أبريل 2005، ترأس ديفا وفدًا من البرلمان الأوروبي المشارك بلجنة الأمم المتحدة للتنمية المستدامة في نيويورك، وساهم بورقة عن مستقبل الأمم المتحدة في مجلس العلاقات الخارجية الأمريكي. بعد بضعة أشهر، ترأس وفد البرلمان الأوروبي المشارك في مؤتمر الأمم المتحدة الرفيع المستوى المعني بتمويل المساعدات على المستوى العالمي. كان رئيسًا مشاركًا في عام 2005 (إلى جانب رئيس وزراء فرنسا السابق ميشال روكار) لوفد البرلمان الأوروبي المشارك بمؤتمر القمة العالمي في الدورة الستين للجمعية العامة للأمم المتحدة.

## وصلات خارجية
- الموقع الرسمي